# Pessoa Anta
João de Andrade Pessoa, conhecido como Pessoa Anta (Granja, 23 de dezembro de 1787 — Fortaleza, 30 de abril de 1825) foi um comerciante e pecuarista cearense, mártir da Confederação do Equador.

## Biografia
Por D. João VI foi muito cedo nomeado sargento-mor de ordenanças, mais tarde capitão-mor da Vila de Granja e por D. Pedro I foi nomeado coronel de milícias, sendo condecorado com o Oficialato da Imperial Ordem do Cruzeiro. Mártir da Confederação do Equador, movimento republicano que lutou contra a concentração de poder e o absolutismo da Constituição brasileira de 1824. 
Sua ação na defesa pelos ideais de liberdade que levaram a Independência do Brasil começaram com sua participação na Guerra da independência do Brasil, em especial na Batalha do Jenipapo ocorrida no Piauí. Participação essa que lhe rendeu a condecoração de Oficial da Imperial Ordem do Cruzeiro.
Foi o segundo filho do capitão-mor Tomás Antônio Pessoa de Andrade e de Francisca Maria de Jesus Mota. Era irmão do ex-senador Francisco de Paula Pessoa e do ex-deputado provincial José Raimundo Pessoa de Andrade. Casou-se com Raimunda Ferreira Veras, com quem teve quatro filhos: Francisca, Maria, Ana e Tomás Rodolfo de Andrade Pessoa. Anta foi o nome de guerra que ele adotou ao se juntar ao movimento republicano. 
Foi executado em Fortaleza no local chamado de "Campo da Pólvora" junto com Padre Mororó, local que hoje é chamado de Praça dos Mártires em memória dos que foram ali executados pela causa nacional.
Em 2014, foi publicado pela Editora Premius o livro "Pessoa Anta, execução ou assassinato?", em que a autora Maria Odele de Paula Pessoa resgata a biografia de Pessoa Anta e investiga as circunstâncias de sua morte. 